# Adriano Pappalardo
Pour les articles homonymes, voir Pappalardo.
Adriano Pappalardo, né le 26 mars 1945 à Copertino, est un chanteur, acteur et personnalité de la télévision italienne.

## Biographie
Adriano Pappalardo est né à Copertino (province de Lecce). Il commence  sa carrière de chanteur en 1971 avec la chanson Una donna.  Il obtient son premier succès en 1972 avec le single R&B È ancora giorno, écrit comme d'autres chansons de l’époque par le duo  Facchinetti-Negrini (it), se classant deuxième au hit parade italien. Après quelques succès mineurs comme les chansons Segui lui et Come bambini, Pappalardo connaît son plus grand succès en 1979 avec la ballade Ricominciamo.  Au milieu des années 1990, après l’échec commercial des deux albums Immersione et Oh! Era ora, il se concentre sur sa carrière d'acteur, jouant généralement des personnages durs et méchants,,.
En 2003, Pappalardo  participe à l'émission de téléréalité L'isola dei famosi (version italienne de Celebrity Survivor). En 2004 il participe au Festival de Sanremo avec la chanson Nessun consiglio.

## Discographie

### Albums studio
- 1972 : Adriano Pappalardo (Numero Uno, ZSLN 55151)
- 1973 : California no (Numero Uno, DZSLN 55662)
- 1975 : Mi basta così (RCA, TPL 1 1159)
- 1979 : Non mi lasciare mai (RCA, PL 31505)
- 1982 : Immersione (Numero Uno, ZPLN 34165)
- 1983 : Oh! Era ora (Numero Uno, 81990)
- 1988 : Sandy (CGD, 20836)

## Filmographie partielle
- 1984 : A tu per tu
- 1987 : Rimini Rimini
- 1988 : Rimini Rimini - Un anno dopo
- 1989 : La piovra, saison 4
- 1989-1991 : Classe di ferro (TV Séries)
- 1997 : Racket (TV Séries)
- 2000 : Canone inverso - Making Love
- 2004 : Rita da Cascia, de Giorgio Capitani : Guido Cicchi
- 2009 : Il falco e la colomba (série)